# مسجد کوفه بوشهر
مسجد کوفه بوشهر در عهد سلطنت ناصرالدین شاه قاجار  ساخته شدهو دارای فرم مساجد قاجاریه است.این مسجد که در کنار منزل آیت الله سید مهدی علم‌الهدی بوشهری قرار دارد به گفته معمرین محله بهبهانی یکی از مساجدی بوده که وی در آن نماز جماعت را برگزار می‌کرده است.

## معماری مسجد کوفه
این مسجد که با طرح شبستانی و پوشش مسطح در محله بهبهانی از محلات چهارگانه قدیم بوشهر شکل گرفته، نمونه‌ای از بناهای مذهبی است. این مسجد از جهت سادگی ومناسبات انسانی یادآور مساجد قرون اولیه هجری است. از ویژگیهای این مسجد تکثر درها و پنجره هاست که با توجه به شرایط آب و هوایی بوشهر  ساخته شده است. حیاط مسجد مربع شکل است و تعداد ستونهای شبستانهای آن هشت عدد است که به صورت هفت و پنج ابرویی کار شده‌اند.

## منبع
1. ↑  «نسخه آرشیو شده». بایگانی‌شده از اصلی در ۷ آوریل ۲۰۱۴. دریافت‌شده در ۶ آوریل ۲۰۱۴.
2. ↑  اداره کل میراث فرهنگی و گردشگری استان بوشهر

- شکوه ابوشهر، سام رسایی کشوک، شروع، ۱۳۸۴